# Caterina Tarongí
Caterina Tarongí y Tarongí (Palma de Mallorca, 1646 - ibídem, 6 de mayo de 1691) fue una mujer judía quemada viva por la Inquisición española.

## La familia Tarongí i Tarongí
Nació en Palma de Mallorca, capital del Reino de Mallorca (que en 1715 recuperará el nombre latín romano de Palma).
Era hija de Rafel Josep Felós Tarongí i Aguiló, y de Francina Tarongí i Martí. Fue esposa de Guillem Morro Fès Tarongí.
Los padres de Caterina tuvieron siete hijos: Caterina, Isabel, Margalida, Francina, Francesc, Guillem y Rafel.
Entre 1677 y 1678 ―tras la delación de Rafel Cabeza Loca Cortès d’Alfons― fueron encarcelados 237 judíos que habían celebrado el Yom Kipur en el huerto de Pere Onofre Moixina Cortès. Entre los presos de la llamada «Conspiración del año 1678», estaban todos los miembros de la familia Tarongí, que fueron encarcelados y juzgados por la Inquisición. Se confiscaron todos los bienes de la familia y cada uno salió con varias penas leves.
Justo después de los autos de fe de 1678, los dos hijos mayores, Francesc y Guillem, consiguieron huir de la isla y llegaron hasta Alejandría (Egipto), donde volvieron abiertamente al judaísmo, recuperando sus nombres judíos David y Salomón, respectivamente.

## Los autos de fe de 1688
En la tarde del domingo 7 de marzo de 1688, un grupo formado por algunas familias chuetas (judíos mallorquines) de Palma de Mallorca intentaron huir de la isla en un barco inglés, pero este no consiguió zarpar y volvieron a sus casas; sin embargo, fueron descubiertas por los católicos mallorquines y rápidamente encarceladas.
A diferencia de los personajes de la «Conspiración del año 1678», casi todos los conversos se declararon judíos y se negaron a arrepentirse de su intención de retornar al judaísmo en los países donde se lo permitieran.
Los juicios se realizaron a lo largo de tres años. En 1688, aparentemente por las torturas que les fueron aplicadas, murieron ambos padres de Caterina y su hermana Francina.

## Los autos de fe de 1691
En 1691, la Inquisición española celebró cuatro autos de fe, en los cuales fueron muertos un total de 37 criptojudíos mallorquinos, de 82 que fueron procesados por la corte inquisidora balear:
- el 7 de marzo de 1691, cuando fueron condenados 21 conversos a castigos leves.
- el 1 de mayo de 1691: 21 reos fueron condenados a morir de un garrotazo y a ser quemados después.
- el 6 de mayo de 1691, cuando se pronunciaron las sentencias para otros 21 conversos: 14 fueron quemados, y otros siete en efigie. De los 14, 11 fueron sentenciados a morir de un garrotazo antes de ser quemados, como perdón por su confesión. Los otros tres reos fueron condenados a ser quemados vivos: el rabino Rafel Valls, Caterina Tarongí y su hermano Rafael Tarongí. Sus hermanas Margalida e Isabel Tarongí, fueron estranguladas y quemadas el mismo día.[7]
- el 2 de julio de 1691, cuando fueron condenados 23 conversos: 17 en persona y 6 que estaban muertos o fugitivos.

Caterina Tarongí fue quemada viva en el auto de fe de la Inquisición el 6 de mayo de 1691. Se dice que los inquisidores estaban impresionados no solamente con su belleza, sino con su empecinamiento en no abjurar de su judaísmo, incluso en actitud desafiante, lo cual atribuían a las cualidades diabólicas que poseía. El auto de fe lo presenciaron unas treinta mil personas.
En el libro La fe triunfante del jesuita Francesc Garau, hay un relato detallado de los autos de fe y también de la figura de Caterina Tarongí y de su hermano Rafel:

Era este mozo [Rafel] gran discípulo y jurado secuaz de Rafael Valls, a cuya autoridad apelaba en cuanto decía, defiriendo tanto a sus dichos como pudiera a Moisés o Jeremías, y en hallándose atacado, sin salida que era bien de ordinario, respondía que no había estudiado, pero que Valls satisfaría por él. Habíale bebido tanto el espíritu de soberbia, que casi le tenía doblado, y siendo aún más ignorante, nada le cedía en pertinacia, sólo no le sabía imitar en lo estoico, manifestando en todo el camino del brasero en lo de fuera la rabia y el despecho en que le ardía el corazón, siendo un mismo principio interior causa en el discípulo de un exterior despechado y furioso, y en el maestro de una profundísima melancolía, aunque afectada de sosiego; pero cada uno a su modo representaba al vivo un condenado. «Este era hermano de Catalina Tarongí, que murió también pertinaz, sin más porque aún aparente, que su propia rabia y furor, pues cuando preguntando yo en qué creía, o en qué se apartaba de la fe católica, o en qué consistía ser judía, dijo, que solo sabía que era judía y que lo quería ser. Había estado hasta la notificación de la muerte como arrepentida, mas luego se le revistió, o se le descubrió el demonio que abrigaba en el corazón, sin que pudiere valer algo lo mucho que hicieron con ella para reducirla cuantos probaron la mano, ni la continua asistencia del doctor Onofre Morrellas... cuyo celo y piedad no perdió ocasión, ni omitió medio, que pudiese conducir para salvarla. Estos dos hermanos lo eran de Francisco Josef Tarongí, y de Guillermo Tomás Tarongí, que ausentes fugitivos fueron también relajados y quemados en estatua por relapsos, convictos y contumaces impenitentes. Más para que se adoren los Secretos de la Providencia Divina las otras dos hermanas de estos cuatro, Isabel Tarongí mujer de Agustín Cortés y Margarita Tarongí doncella, aunque permitidas caer en igual culpa, fueron asistidas de la gracia para levantarse, convertirse a la fe y perseverar en ella hasta el fin; como de las muestras puede piadosamente creerse. De manera que de seis hermanos (¿lastrosa Familia?) que salieron en este Auto, los dos murieron abrasados vivos para arder para siempre en el infierno, los otros dos en estatua para agüero de su eterna perdición si no se enmiendan y las otras dos murieron arrepentidas y con esperanzas de Cielo.
Francesc Garau (La fe triunfante)

Fueron caminando desde donde ahora se encuentra el Parlamento de las Islas Baleares hasta la Hoguera de los Judíos, cerca de la plaza Gomila.
Los tres, Rafael Valls y los dos hermanos Tarongí, han sido celebrados como mártires y héroes en baladas que los isleños han cantado hasta bien recientemente: Gabriel Alomar, en su prólogo a la obra de Estrugo El retorno a Sefarad, pág. 8; Roth, pág. 96; el poema escrito por Francisco Pelagio Briz en el Calendario catalán, Barcelona: 1870.
Kayserling (pág. 184) en cita las estancias siguientes, cantadas por los isleños:
En Valls duia sa bandera
i en Tarongí es penó,
amb sos xuetes darrera
que feien sa processó.
Com es foc li va arribar
a ses rues des calçons
li deia «Felet, no't dons
que ta carn no es cremarà».
I venia gent d'Eivissa,
pagesos d'Artà, d'Andratx,
perque el dia sis de maig
feren sa socorradissa.
Valls llevaba la bandera
y Tarongí el pendón
con todos los chuetas detrás
que hacían la procesión.
Cuando le llegó el fuego
a las arrugas de los pantalones
ella dijo: «Felet, no te rajes,
que tu carne no se quemará».
Y venía gente de Ibiza
y paisanos de Artá y de Andrach,
porque el día seis de mayo
hicieron la chamusquina.
La expresión «Felet, no't dons», empleada por Caterina Tarongí para animar a su hermano de 21 años para que no se rindiera a las amenazas de los inquisidores, ha quedado en Mallorca para indicar una persona obstinada en su opinión.

## Legado
El 5 de mayo de 2011, se celebró en el Consolat de Mar un acto oficial, recordatorio por la quema del año 1691, con la asistencia de Francesc Antich, presidente de Gobierno balear, del rabino Nissan ben Avraham ―descendiente de la familia Tarongí― y el rabino José Wallis ―descendiente de Rafael Valls―. El evento ha sido el primero organizado por un gobierno autonómico en España en honor a las víctimas de la Inquisición Española.